# Samborzec (gmina)
Pour les articles homonymes, voir Samborzec.
La gmina de Samborzec est une commune rurale de la voïvodie de Sainte-Croix et du powiat de Sandomierz. Elle s'étend sur 85,37 km2 et comptait 8 778 habitants en 2010. Son siège est le village de Samborzec qui se situe à environ 8 kilomètres au sud-ouest de Sandomierz et à 78 kilomètres à l'est de Kielce.

## Villages
La gmina de Samborzec comprend les villages et localités d'Andruszkowice, Bogoria Skotnicka, Bystrojowice, Chobrzany, Faliszowice, Gorzyczany, Jachimowice, Janowice, Kobierniki, Koćmierzów, Krzeczkowice, Łojowice, Milczany, Ostrołęka, Polanów, Ryłowice, Samborzec, Skotniki, Śmiechowice, Strączków, Strochcice, Szewce, Wielogóra, Zajeziorze, Zawierzbie, Zawisełcze et Złota.

## Villes et gminy voisines
La gmina de Samborzec est voisine des villes de Sandomierz et Tarnobrzeg, et des gminy de Klimontów, Koprzywnica et Obrazów.